# Kazajistán en el Festival de la Canción de Eurovisión
Kazajistán ha intentado participar en el Festival de la Canción de Eurovisión desde el año 2007 a pesar de que no era miembro de la Unión Europea de Radiodifusión, una regla fundamental para participar. Desde entonces, el país ha retransmitido el Festival de la Canción de Eurovisión, y también ha intentado unirse a la Unión Europea de Radiodifusión desde ese mismo año, pero esto resultaría complicado, ya que una parte del país se encuentra fuera de la Zona de Radiodifusión Europea. Desde el 1 de enero de 2016, Khabar Agency es miembro asociado de la Unión Europea de Radiodifusión y, por lo tanto, el país podría debutar en el festival en un futuro. Así las cosas, su debut en el Festival de la Canción de Eurovisión Junior 2018 en Minsk, Bielorrusia, abrió la puerta a la posible participación del país en el Festival de la Canción de Eurovisión en un futuro no muy lejano.
En el año 2025, se ha abordado la participación de Kazajistán en el Festival de la Canción de Eurovisión 2026, con motivo del 70º aniversario de la creación del festival. Pese a la no pertenencia de Khabar Agency en la UER, se trata de un miembro asociado a la corporación paneuropea, su inclusión en el festival está sobre la mesa para la edición venidera. 
La participación de Kazajistán en Eurovisión 2026 a modo de invitación tomaría como precedente la participación de Australia desde el sexagésimo aniversario del festival, por lo que no sería una decisión inédita por parte de la UER el invitar a un miembro asociado. Aun así, su inclusión está en el aire para el próximo festival.